# Казбанова, Вероника Петровна
Верони́ка Петро́вна Казба́нова (род. 19 сентября 1939) — певица России и СССР. Исполняла романсы. Член Союза Театральных Деятелей России.. Заслуженная артистка РСФСР (1989).

## Биография
Начала музыкальное обучение в Санкт-Петербургской консерватории. В итоге ушла из неё и закончила Государственную Консерваторию Узбекистана в Ташкенте. Затем пела в оперных театрах страны. Преподавла в ГИТИС и параллельно гастролировала. За границей она пела преимущественно русские народные песни. В 1990 году — заслуженная артистка РСФСР. С 2012 года преподаёт в ВТУ имени Щепкина.

## Пластинка
В 1990 году, став заслуженной артисткой РСФСР, записывает пластинку "Старинные романсы". Туда входят популярные цыганские и городские романсы. Пластинку выпустили на заводе «Мелодия». В 1991 году записали кассету с голосом певицы, но не выпустили из-за закрытия завода.

## Преподавание
В ГИТИСе на кафедре музыкального театра на была преподавателем вокала и выпустила множество знаменитых голосов России. Далее стала преподавать в ВТУ имени Щепкина вокал.

## Награды
- Медаль ордена «За заслуги перед Отечеством» II степени (17 июня 1999 года) — за заслуги перед государством, большой вклад в укрепление дружбы и сотрудничества между народами, многолетнюю плодотворную деятельность в области культуры и искусства[3].
- Заслуженная артистка РСФСР (21 февраля 1989 года) — за заслуги в области советского искусства[4].